# NGC 1999
NGC 1999 (другое обозначение — LBN 979) — эмиссионная туманность и отражательная туманность в созвездии Ориона.
Этот объект входит в число перечисленных в оригинальной редакции «Нового общего каталога».
Спектральные измерения излучения, приходящего от туманности, позволили обнаружить наличие в ней таких соединений как CO, CN, HCN, CS, HO, H₂O и CH, а также то, что газ в туманности движется относительно расположенной рядом туманности L 1641.
11 мая 2010 года с использованием телескопа «Гершель» рядом с туманностью было обнаружено «пустое пространство». Это открытие поможет исследователям получить новую информацию о процессах рождения звёзд.